# Tour de France 2008/19. Etappe
Die 19. Etappe der Tour de France 2008 am 25. Juli war 165,5 Kilometer lang und verlief von Roanne nach Montluçon. Es standen zwei Sprintwertungen und jeweils eine Bergwertung der 3. und der 4. Kategorie auf dem Programm.
Direkt nach dem Start gab es wieder einige Attacken, die aber alle nicht von Erfolg gekrönt waren. Bei Kilometer 10 verlor eine Gruppe um Fabian Wegmann, Romain Feillu und Juan Antonio Flecha den Anschluss, später noch eine weitere größere Gruppe. Währenddessen konnten sich Stefan Schumacher, Egoi Martínez, Alessandro Ballan und Pierrick Fédrigo absetzen. Im Feld versuchte Gert Steegmans einen kurzen Ausreißversuch. Schumacher fuhr als erster über beide Bergwertungen. Das Feld wurde wieder meist von Liquigas geführt, die die Ausreißer 96 km vor dem Ziel wieder einfingen. Danach attackierten wieder mehrere Fahrer. Sylvain Chavanel konnte sich schließlich zusammen mit Jérémy Roy etwas absetzen, ihr Vorsprung wuchs auf etwa fünf Minuten an. Chavanel gewann schließlich die erste Sprintwertung des Tages. Nun machte sich das Team Barloworld an die Nachführarbeit. Die zweite Sprintwertung gewann Roy. Die beiden konnten noch etwas mehr als eine Minute Vorsprung auf die 1000 Meter lange und 6 Meter breite Zielgerade in Montluçon retten, wo Chavanel den Sprint gegen Roy gewann. Gerald Ciolek entschied den Sprint des Hauptfeldes vor Erik Zabel und Heinrich Haussler für sich. Am Gesamtklassement ergaben sich dadurch wiederum keine Veränderungen. Die Gruppe um Fabian Wegmann, Romain Feillu und Juan Antonio Fletcha verlor auf das Peloton immer mehr Zeit und konnte das Ziel nicht mehr innerhalb der Karenzzeit erreichen.

## Aufgaben
- 003 Christophe Brandt – Aufgabe während der Etappe
- 071 Damiano Cunego – Nicht zur Etappe angetreten
- 119 Fabian Wegmann – Überschreitung des Zeitlimits
- 124 Romain Feillu – Überschreitung des Zeitlimits
- 132 Juan Antonio Flecha – Überschreitung des Zeitlimits

## Sprintwertungen
- 1. Zwischensprint in Chantelle (Kilometer 102,5) (312 m ü. NN)

| Erster  | Sylvain Chavanel | 6 Pkt. |
| Zweiter | Jérémy Roy       | 4 Pkt. |
| Dritter | Erik Zabel       | 2 Pkt. |
- 2. Zwischensprint in Commentry (Kilometer 143,5) (375 m ü. NN)

| Erster  | Jérémy Roy       | 6 Pkt. |
| Zweiter | Sylvain Chavanel | 4 Pkt. |
| Dritter | Giampaolo Cheula | 2 Pkt. |
- Zielsprint in Montluçon (Kilometer 165,5) (220 m ü. NN)

| Erster   | Sylvain Chavanel    | 35 Pkt. |
| Zweiter  | Jérémy Roy          | 30 Pkt. |
| Dritter  | Gerald Ciolek       | 26 Pkt. |
| Vierter  | Erik Zabel          | 24 Pkt. |
| Fünfter  | Heinrich Haussler   | 22 Pkt. |
| Sechster | Leonardo Duque      | 20 Pkt. |
| Siebter  | Filippo Pozzato     | 19 Pkt. |
| Achter   | Thor Hushovd        | 18 Pkt. |
| Neunter  | Robert Förster      | 17 Pkt. |
| Zehnter  | Julian Dean         | 16 Pkt. |
| 11.      | Óscar Freire        | 15 Pkt. |
| 12.      | Geoffroy Lequatre   | 14 Pkt. |
| 13.      | Christophe Riblon   | 13 Pkt. |
| 14.      | Martijn Maaskant    | 12 Pkt. |
| 15.      | Alessandro Ballan   | 11 Pkt. |
| 16.      | Sebastian Lang      | 10 Pkt. |
| 17.      | Matteo Tosatto      | 9 Pkt.  |
| 18.      | Arnaud Coyot        | 8 Pkt.  |
| 19.      | Jaroslaw Popowytsch | 7 Pkt.  |
| 20.      | David Millar        | 6 Pkt.  |
| 21.      | Iñaki Isasi         | 5 Pkt.  |
| 22.      | Cadel Evans         | 4 Pkt.  |
| 23.      | Rubén Pérez         | 3 Pkt.  |
| 24.      | Alejandro Valverde  | 2 Pkt.  |
| 25.      | Sebastian Langeveld | 1 Pkt.  |

## Bergwertungen
- La Croix-du-Sud, Kategorie 3 (Kilometer 17,5) (760 m ü. NN; 11,0 km à 3,5 %)

| Erster  | Stefan Schumacher | 4 Pkt. |
| Zweiter | Pierrick Fédrigo  | 3 Pkt. |
| Dritter | Alessandro Ballan | 2 Pkt. |
| Vierter | Egoi Martínez     | 1 Pkt. |
- Côte de la Croix-Rouge, Kategorie 4 (Kilometer 42) (532 m ü. NN; 1,4 km à 6,4 %)

| Erster  | Stefan Schumacher | 3 Pkt. |
| Zweiter | Pierrick Fédrigo  | 2 Pkt. |
| Dritter | Alessandro Ballan | 1 Pkt. |